# Pásztor Bertalan
Pásztor Bertalan (Nagyvárad, 1874 – Auschwitz, 1944.) erdélyi magyar publicista, lapszerkesztő.

## Életútja
Középiskoláit szülővárosában végezte, de Kolozsváron érettségizett (1892); egyetemi tanulmányait is a nagyváradi Jogakadémián kezdte, de jogi diplomát a budapesti egyetemen szerzett (1897), közben pedig a Zeneművészeti Főiskola hegedű tanszakán is folytatott tanulmányokat. 1898-tól szülővárosába visszatérve joggyakornok; 1899-től a nagyváradi Szabadság belső munkatársa volt, egészen 1921-ig, amikor lapja egyesült a Nagyváraddal. Egy későbbi visszaemlékezése szerint (Szabadság, Nagyvárad 1935. március 29.) Ady Endre az ő rábeszélésére szerződött át Debrecenből a Szabadság szerkesztőségébe. 1900-tól a helyi közigazgatásban vállalt állást; itt városi tanácsosi rangot ért el. 1911–1918 között városi tisztviselőként szerkesztette Nagyvárad Város Hivatalos Közlönyét. Valószínűleg a főhatalomváltozás után vált meg a városi közszolgálattól. 1944 tavaszán deportálták; Auschwitzban a holokauszt áldozata lett.

## Munkássága
Zenei és színházi cikkek, tudósítások, bírálatok százait közölte, főleg a Nagyvárad hasábjain, de a Nagyváradi Friss Újságban és a Nagyváradi Naplóban is.
Cikkei közül az Ady-szakirodalom a költő nagyváradi éveivel kapcsolatos írásait tartja számon (Amikor Kóbor Tamás elírta Ady témáját. Újság 1943. február 20.; Ady Endre és Dankó Pista mint párbajsegédek. Újság. 1944. március 14.; Ady Endre igazi váradi útja. Újság. 1944. január 4.). Tudósítást írt az Ady Múzeum megnyitásáról (Magyar Nemzet 1942. december 29.) s nagy terjedelmű cikksorozatot Nagy Endréről (Nagyváradi Napló 1938/113, 115, 117, 118).